# Jonas Andersson i Alandsköp
Jonas Andersson (i riksdagen kallad Andersson i Alandsköp), född 20 maj 1765 i Traryds socken, död där 27 oktober 1845, var en svensk riksdagsman i bondeståndet.
Andersson företrädde Sunnerbo härad av Kronobergs län vid riksdagarna 1809–1810, 1810, 1812 och Urtima riksdagen 1817–1818.
Vid riksdagen 1809–1810 var han ledamot i bondeståndets enskilda besvärsutskott och i lagutskottet. Vid den följande urtima riksdagen 1810 var han ledamot i lagutskottet, i nämnden för val av tronföljare och i opinionsnämnden. Nästa urtima riksdag 1812 såg honom som ledamot i bondeståndets enskilda besvärsutskott och i bankoutskottet. Under 1817–1818 års urtima riksdag var han ledamot i bondeståndets enskilda besvärsutskott och i bankoutskottet samt suppleant i förstärkta statsutskottet.